# A Herkules epizódjainak listája
Ez a cikk a Herkules című sorozat epizódjait listázza.

## Évados áttekintés
| Évad | Évad | Epizódok | Eredeti sugárzás     | Eredeti sugárzás   | Eredeti adó |
| Évad | Évad | Epizódok | Évadpremier          | Évadfinálé         | Eredeti adó |
| ---- | ---- | -------- | -------------------- | ------------------ | ----------- |
|      | 1    | 13       | 1995. január 16.     | 1995. május 8.     | Syndication |
|      | 2    | 24       | 1995. szeptember 4.  | 1996. június 24.   | Syndication |
|      | 3    | 22       | 1996. szeptember 30. | 1997. május 12.    | Syndication |
|      | 4    | 22       | 1997. szeptember 29. | 1998. május 11.    | Syndication |
|      | 5    | 22       | 1998. szeptember 28. | 1999. május 17.    | Syndication |
|      | 6    | 8        | 1999. szeptember 27. | 1999. november 22. | Syndication |

## Tv filmek (1994)
| Sor. | Év. | Cím                                                                         | Rendező         | Író                                            | Premier            |
| ---- | --- | --------------------------------------------------------------------------- | --------------- | ---------------------------------------------- | ------------------ |
| 1.   | 1.  | Herkules és az Amazonok (Hercules and the Amazon Women)                     | Bill L. Norton  | Andrew Dettmann, Jule Selbo és Daniel Truly    | 1994. április 25.  |
| 2.   | 2.  | Herkules és az elveszett királyság (Hercules and the Lost Kingdom)          | Harley Cokeliss | Christian Williams                             | 1994. május 2.     |
| 3.   | 3.  | Herkules és a tűzkarika (Hercules and the Circle of Fire)                   | Doug Lefler     | Andrew Dettmann, Barry Pullman és Daniel Truly | 1994. október 31.  |
| 4.   | 4.  | Herkules az alvilágban (Hercules in the Underworld)                         | Bill L. Norton  | Andrew Dettmann és Daniel Truly                | 1994. november 7.  |
| 5.   | 5.  | Herkules a Minotaurusz útvesztőjében (Hercules in the Maze of the Minotaur) | Josh Becker     | Andrew Dettmann és Daniel Truly                | 1994. november 14. |

## 1. évad (1995)
| Sor. | Év. | Cím                                             | Rendező           | Író                             | Premier           |
| ---- | --- | ----------------------------------------------- | ----------------- | ------------------------------- | ----------------- |
| 1.   | 1.  | Tévút (The Wrong Path)                          | Doug Lefler       | John Schulian                   | 1995. január 16.  |
| 2.   | 2.  | A szemlélő szeme (Eye of the Beholder)          | John T. Kretchmer | John Schulian                   | 1995. január 23.  |
| 3.   | 3.  | Út Calydonba (The Road to Calydon)              | Doug Lefler       | Andrew Dettmann és Daniel Truly | 1995. január 30.  |
| 4.   | 4.  | Dionüszosz ünnepe (The Festival of Dionysus)    | Peter Ellis       | Andrew Dettmann és Daniel Truly | 1995. február 6.  |
| 5.   | 5.  | Árész (Ares)                                    | Harley Cokeliss   | Steve Roberts                   | 1995. február 13. |
| 6.   | 6.  | Ahogy leszáll a sötétség (As Darkness Falls)    | George Mendeluk   | Robert Bielak                   | 1995. február 20. |
| 7.   | 7.  | Isteni büntetés (Pride Comes Before a Brawl)    | Peter Ellis       | Steve Roberts                   | 1995. február 27. |
| 8.   | 8.  | Menetelés a szabadságba (The March to Freedom)  | Harley Cokeliss   | Adam Armus és Kay Foster        | 1995. március 6.  |
| 9.   | 9.  | Királykisasszony karddal (The Warrior Princess) | Bruce Seth Green  | John Schulian                   | 1995. március 13. |
| 10.  | 10. | Gladiátorok (Gladiator)                         | Garth Maxwell     | Robert Bielak                   | 1995. március 20. |
| 11.  | 11. | Tűnékeny halál (The Vanishing Dead)             | Bruce Campbell    | Andrew Dettmann és Daniel Truly | 1995. április 24. |
| 12.  | 12. | Vesszőfutás (The Gauntlet)                      | Jack Perez        | Peter Bielak                    | 1995. május 1.    |
| 13.  | 13. | Magányos szív (Unchained Heart)                 | Bruce Seth Green  | John Schulian                   | 1995. május 8.    |

## 2. évad (1995-1996)
| Sor. | Év. | Cím                                                | Rendező           | Író                                                                                              | Premier              |
| ---- | --- | -------------------------------------------------- | ----------------- | ------------------------------------------------------------------------------------------------ | -------------------- |
| 14.  | 1.  | A tolvajok királya (The King of Thieves)           | Doug Lefler       | Doug Lefler                                                                                      | 1995. szeptember 4.  |
| 15.  | 2.  | Minden, ami fénylik (All That Glitters)            | Garth Maxwell     | Craig Volk                                                                                       | 1995. szeptember 11. |
| 16.  | 3.  | Kit takar a név? (What's in a Name?)               | Bruce Campbell    | Michael Marks                                                                                    | 1995. szeptember 18. |
| 17.  | 4.  | Naxos ostroma (Siege at Naxos)                     | Stephen L. Posey  | Darrell Fetty                                                                                    | 1995. szeptember 25. |
| 18.  | 5.  | A száműzött (Outcast)                              | Bruce Seth Green  | Robert Bielak                                                                                    | 1995. október 2.     |
| 19.  | 6.  | Törött ég alatt (Under the Broken Sky)             | James A. Contner  | John Schulian                                                                                    | 1995. október 9.     |
| 20.  | 7.  | Minden szörnyek anyja (The Mother of All Monsters) | Bruce Seth Green  | John Schulian                                                                                    | 1995. október 16.    |
| 21.  | 8.  | A másik oldal (The Other Side)                     | George Mendeluk   | Robert Bielak                                                                                    | 1995. október 30.    |
| 22.  | 9.  | Pokoli tűz (The Fire Down Below)                   | Timothy Bond      | Történet: John Schulian Tévéjáték: Scott Smith Miller                                            | 1995. november 6.    |
| 23.  | 10. | Az óriás árnyékában (Cast a Giant Shadow)          | John T. Kretchmer | John Schulian                                                                                    | 1995. november 13.   |
| 24.  | 11. | Út Hádészhoz (Highway to Hades)                    | T.J. Scott        | Robert Bielak                                                                                    | 1995. november 20.   |
| 25.  | 12. | Az igazmondás kardja (The Sword of Veracity)       | Steven Baum       | Garth Maxwell                                                                                    | 1996. január 8.      |
| 26.  | 13. | A hóhér (The Enforcer)                             | T.J. Scott        | Nelson Costello                                                                                  | 1996. január 15.     |
| 27.  | 14. | Volt egyszer egy hős (Once a Hero)                 | Rob Tapert        | Történet: Rob Tapert és Robert Bielak és John Schulian Tévéjáték: John Schulian és Robert Bielak | 1996. január 29.     |
| 28.  | 15. | Gondtalan szívek (Heedless Hearts)                 | Peter Ellis       | Robert Bielak                                                                                    | 1996. február 5.     |
| 29.  | 16. | Kezdődhet a játék! (Let the Games Begin)           | Gus Trikonis      | John Schulian                                                                                    | 1996. február 12.    |
| 30.  | 17. | Az alma (The Apple)                                | Kevin Sorbo       | Steven Baum                                                                                      | 1996. február 19.    |
| 31.  | 18. | Az ígéret (Promises)                               | Stewart Main      | Michael Marks                                                                                    | 1996. március 4.     |
| 32.  | 19. | Egynapos király (King for a Day)                   | Anson Williams    | Patricia Manney                                                                                  | 1996. március 18.    |
| 33.  | 20. | Proteuszi kihívás (Protean Challenge)              | Oley Sassone      | Brian Herskowitz                                                                                 | 1996. április 22.    |
| 34.  | 21. | Alkméné esküvője (The Wedding of Alcmene)          | Timothy Bond      | John Schulian                                                                                    | 1996. április 29.    |
| 35.  | 22. | A hipnózis (The Power)                             | Charlie Haskell   | Nelson Costello                                                                                  | 1996. május 6.       |
| 36.  | 23. | Utazás a kentaurhoz (Centaur Mentor Journey)       | Stephen L. Posey  | Robert Bielak                                                                                    | 1996. május 13.      |
| 37.  | 24. | Emlékek barlangja (The Cave of Echoes)             | Gus Trikonis      | John Schulian és Robert Bielak                                                                   | 1996. június 24.     |

## 3. évad (1996-1997)
| Sor. | Év. | Cím                                                       | Rendező             | Író                                                                  | Premier              |
| --- | --- | --------------------------------------------------------- | ------------------- | -------------------------------------------------------------------- | -------------------- |
| 38. | 1.  | Bérgyilkos (Mercenary)                                    | Michael Hurst       | Robert Bielak                                                        | 1996. szeptember 30. |
| Herkules egy hajótörést követően egy lakatlan szigeten köt ki. Itt egy zsoldossal, egy csapatnyi kalózzal és gigászi homokszörnyekkel is meg kell küzdenie. |     |                                                           |                     |                                                                      |                      |
| 39. | 2.  | Utolsó ítélet (Doomsday)                                  | Michael Lange       | Brian Herskowitz                                                     | 1996. október 7.     |
| Herkules meglátogatja régi barátját, a fiát gyászoló Daidaloszt. A gonosz Nikolos király a zseniális feltalálót manipulálva annak találmányaival terrorizálja védtelen alattvalóit. Herkulesnek közbe kell lépni és jobb belátásra térítenie barátját.                                                                           |     |                                                           |                     |                                                                      |                      |
| 40. | 3.  | Szerelem-csütörtök (Love Takes a Holiday)                 | Charlie Haskell     | Noreen Tobin és Gene F. O'Neill                                      | 1996. október 14.    |
| Aphrodité feladja a szerelem istennője "foglalkozást" és új szakmát keres. Ioles Herkules segítségével megpróbálja kiszabadítani elrabolt nagyanyját, Leandrát, ehhez szembe kell szállniuk Héphaisztosszal és annak gonosz embereivel                                                                                           |     |                                                           |                     |                                                                      |                      |
| 41. | 4.  | Drága múmiám (Mummy Dearest)                              | Anson Williams      | Melissa Rosenberg                                                    | 1996. október 21.    |
| Anuket, az egyiptomi hercegnő megbízásából Herkules szembeszáll egy múmiával, amely képes emberek életerejét megkaparintani és veszedelmes szörnyeteggé válni. |     |                                                           |                     |                                                                      |                      |
| 42. | 5.  | Ne halkulj el! (Not Fade Away)                            | T.J. Scott          | John Schulian                                                        | 1996. október 28.    |
| Ioles halálos sebet kap, miközben Héra legújabb teremtményével, a tűzből álló szörnyeteggel küzd. Herkules felkeresi Hádészt, aki üzletet ajánl – visszaadja Herkules barátjának életét, de Herkulesnek előbb le kell győznie Héra szörnyetegét.                                                                                 |     |                                                           |                     |                                                                      |                      |
| 43. | 6.  | Szörnyecske te drága (Monster Child in the Promised Land) | John T. Kretchmer   | John Schulian                                                        | 1996. november 4.    |
| Echidna és Typhon újra szörnyeteg babát vár. Egy tolvaj elrabolja a bébit, ezért Herkules, Ioles és Typhon útra kelnek a kis Obie megmentésére. |     |                                                           |                     |                                                                      |                      |
| 44. | 7.  | A zöld-szemű szörny (The Green-Eyed Monster)              | Chuck Braverman     | Steven Baum                                                          | 1996. november 11.   |
| Aphrodité fia, Cupido szerelembe esik a halandó Pszükhével, akinek Aphrodité irigyli a szépségét. Herkulest pedig véletlenül eltalálja Cupido nyila és ő is szerelmes lesz a lányba. |     |                                                           |                     |                                                                      |                      |
| 45. | 8.  | Herkules herceg (Prince Hercules)                         | Charles Siebert     | Történet: Brad Carpenter Tévéjáték: Robert Bielak                    | 1996. november 18.   |
| Kastus királynője, Parnassa Hérához fordul segítségért, hogy fia halála után megfelelő utódot találjon a trónra. Héra Herkulest küldi oda, ám még mielőtt az odaérne, az isten elveszi Herkules emlékezetét. Ha Herkules az őszi napfordulókor felesküszik a trónra, örökre Héra rabszolgájává válik. Egyedül Iolesre számíthat. |     |                                                           |                     |                                                                      |                      |
| 46. | 9.  | Egy csillag vezérelje őket (A Star to Guide Them)         | Michael Levine      | Történet: John Schulian Tévéjáték: Brian Herskowitz és John Schulian | 1996. december 9.    |
| 47. | 10. | A nő és a sárkány (The Lady and the Dragon)               | Oley Sassone        | Michael Berlin és Eric Estrin                                        | 1997. január 13.     |
| 48. | 11. | Éljen soká a király (Long Live the King)                  | Timothy Bond        | Történet: Patricia Manney Tévéjáték: Sonny Gordon                    | 1997. január 20.     |
| 49. | 12. | Meglepetés (Surprise)                                     | Oley Sassone        | Alex Kurtzman                                                        | 1997. január 27.     |
| 50. | 13. | Szörnyszülött (Encounter)                                 | Charlie Haskell     | Jerry Patrick Brown                                                  | 1997. február 3.     |
| 51. | 14. | Ha egy férfi szeret egy nőt (When a Man Loves a Woman)    | Charlie Haskell     | Noreen Tobin és Gene F. O'Neill                                      | 1997. február 10.    |
| 52. | 15. | Ítéletnap (Judgment Day)                                  | Gus Trikonis        | Robert Bielak                                                        | 1997. február 17.    |
| 53. | 16. | Az elveszett város (The Lost City)                        | Charlie Haskell     | Történet: Robert Bielak és Liz Friedman Tévéjáték: Robert Bielak     | 1997. február 24.    |
| 54. | 17. | A semmirekellők (Les Contemptibles)                       | Charlie Haskell     | Brian Herskowitz                                                     | 1997. április 7.     |
| 55. | 18. | A rémület uralma (Reign of Terror)                        | Rodney Charters     | John Kirk                                                            | 1997. április 14.    |
| 56. | 19. | A kezdet vége (The End of the Beginning)                  | James Whitmore, Jr. | Paul Robert Coyle                                                    | 1997. április 21.    |
| 57. | 20. | Hadi Menyasszony (War Bride)                              | Kevin Sorbo         | Adam Armus és Kay Foster                                             | 1997. április 28.    |
| 58. | 21. | Szikla és keménység (A Rock and a Hard Place)             | Robert Trebor       | Alex Kurtzman és Roberto Orci                                        | 1997. május 5.       |
| 59. | 22. | Atlantisz (Atlantis)                                      | Gus Trikonis        | Roberto Orci és Alex Kurtzman                                        | 1997. május 12.      |

## 4. évad (1997-1998)
| Sor. | Év. | Cím                                                       | Rendező            | Író                                                                               | Premier              |
| ---- | --- | --------------------------------------------------------- | ------------------ | --------------------------------------------------------------------------------- | -------------------- |
| 60.  | 1.  | Égigérő paszuly és sárkánytojás (Beanstalks and Bad Eggs) | John T. Kretchmer  | Melissa Rosenberg                                                                 | 1997. szeptember 29. |
| 61.  | 2.  | A hős szíve (Hero's Heart)                                | Philip Sgriccia    | Jerry Patrick Brown                                                               | 1997. október 6.     |
| 62.  | 3.  | Megbánás...volt benne részem (Regrets... I've Had a Few)  | Gus Trikonis       | Paul Robert Coyle                                                                 | 1997. október 13.    |
| 63.  | 4.  | A vágy pókhálója (Web of Desire)                          | Michael Lange      | Roberto Orci és Alex Kurtzman                                                     | 1997. október 20.    |
| 64.  | 5.  | Idegenek egy idegen világba (Stranger in a Strange World) | Michael Levine     | Paul Robert Coyle                                                                 | 1997. október 27.    |
| 65.  | 6.  | Két férfi, egy eset (Two Men and a Baby)                  | Christopher Graves | Történet: Kevin Sorbo Tévéjáték: John Hudock                                      | 1997. november 3.    |
| 66.  | 7.  | A tékozló leány (Prodigal Sister)                         | Gary Jones         | Robert Blielak                                                                    | 1997. november 10.   |
| 67.  | 8.  | Szabadon, mint a madár (...and Fancy Free)                | Michael Hurst      | Alex Kurtzman és Roberto Orci                                                     | 1997. november 17.   |
| 68.  | 9.  | Ha kalapács lennék (If I Had a Hammer)                    | Steve Polivka      | Paul Robert Coyle                                                                 | 1998. január 12.     |
| 69.  | 10. | Herkules a bíróság előtt (Hercules on Trial)              | John Laing         | Robert Bielak                                                                     | 1998. január 19.     |
| 70.  | 11. | Medea Culpa (Medea Culpa)                                 | Charles Siebert    | Történet: Robert Bielak Tévéjáték: Robert Bielak és Alex Kurtzman és Roberto Orci | 1998. január 26.     |
| 71.  | 12. | Fiúk rózsaszínben (Men in Pink)                           | Alan J. Levi       | Alex Kurtzman és Roberto Orci                                                     | 1998. február 2.     |
| 72.  | 13. | Armageddon most: 1. rész (Armageddon Now: Part 1)         | Mark Beesley       | Paul Robert Coyle                                                                 | 1998. február 9.     |
| 73.  | 14. | Armageddon most: 2. rész (Armageddon Now: Part 2)         | Mark Beesley       | Történet: Paul Robert Coyle Tévéjáték: Gene F. O'Neill és Noreen V. Tobin         | 1998. február 16.    |
| 74.  | 15. | Higgy a szemednek (Yes, Virginia, There Is a Hercules)    | Christopher Graves | Alex Kurtzman és Roberto Orci                                                     | 1998. február 23.    |
| 75.  | 16. | Hermalac, Kucules (Porkules)                              | Christopher Graves | Alex Kurtzman és Roberto Orci                                                     | 1998. március 16.    |
| 76.  | 17. | Madarat tolláról (One Fowl Day)                           | Michael Hurst      | Adam Armus és Kay Foster                                                          | 1998. március 23.    |
| 77.  | 18. | Süti (My Fair Cupcake)                                    | Rick Jacobson      | Gene F. O'Neill és Noreen V. Tobin                                                | 1998. április 13.    |
| 78.  | 19. | Háborús sebek (War Wounds)                                | John Mahaffie      | Paul Robert Coyle                                                                 | 1998. április 20.    |
| 79.  | 20. | Alkonyat (Twilight)                                       | Philip Sgriccia    | Gene F. O'Neill és Noreen V. Tobin és Alex Kurtzman és Roberto Orci               | 1998. április 27.    |
| 80.  | 21. | Főisten (Top God)                                         | Charles Siebert    | Történet: Paul Robert Coyle Tévéjáték: Jerry Patrick Brown                        | 1998. május 4.       |
| 81.  | 22. | Találkozások (Reunions)                                   | Charles Siebert    | Alex Kurtzman és Roberto Orci és Jerry Patrick Brown                              | 1998. május 11.      |

## 5. évad (1998-1999)
| Sor. | Év. | Cím                                                                          | Rendező           | Író                                                                   | Premier              |
| ---- | --- | ---------------------------------------------------------------------------- | ----------------- | --------------------------------------------------------------------- | -------------------- |
| 82.  | 1.  | Hit (Faith)                                                                  | Michael Hurst     | Alex Kurtzman és Roberto Orci                                         | 1998. szeptember 28. |
| 83.  | 2.  | Sumér kaland (Descent)                                                       | Richard Compton   | Lisa Klink                                                            | 1998. október 5.     |
| 84.  | 3.  | Feltámadás (Resurrection)                                                    | Philip Sgriccia   | Alex Kurtzman és Roberto Orci                                         | 1998. október 12.    |
| 85.  | 4.  | Dzsinnek, Gráciák, Görögök, te jó ég! (Genies and Grecians and Geeks, Oh My) | John Cameron      | Paul Robert Coyle                                                     | 1998. október 19.    |
| 86.  | 5.  | Adjátok meg Caesarnak (Render Unto Caesar)                                   | John Laing        | Gene F. O'Neill és Noreen V. Tobin                                    | 1998. október 26.    |
| 87.  | 6.  | Vikingnél vikingebb (Norse by Norsevest)                                     | John Laing        | Történet: Paul Robert Coyle Tévéjáték: Gerry Conway                   | 1998. november 2.    |
| 88.  | 7.  | Valahol a szivárványhíd fölött (Somewhere Over the Rainbow Bridge)           | Michael Hurst     | Gerry Conway                                                          | 1998. november 9.    |
| 89.  | 8.  | Felkelő sötétség (Darkness Rising)                                           | Chris Long        | Lisa Klink                                                            | 1998. november 16.   |
| 90.  | 9.  | Azoknak akik csak most... (For Those of You Just Joining Us)                 | Bruce Campbell    | Alex Kurtzman és Roberto Orci                                         | 1999. január 4.      |
| 91.  | 10. | Legyen fény (Let There Be Light)                                             | Robert Radler     | Gene F. O'Neill és Noreen V. Tobin                                    | 1999. január 11.     |
| 92.  | 11. | Megváltás (Redemption)                                                       | Bruce Campbell    | Lisa Klink                                                            | 1999. január 18.     |
| 93.  | 12. | Magas ég (Sky High)                                                          | John Laing        | Paul Robert Coyle                                                     | 1999. január 25.     |
| 94.  | 13. | Különleges idegen (Stranger and Stranger)                                    | Bruce Campbell    | Történet: Paul Robert Coyle Tévéjáték: Gerry Conway                   | 1999. február 1.     |
| 95.  | 14. | Menet közben (Just Passing Through)                                          | Charles Siebert   | Gene F. O'Neill és Noreen V. Tobin                                    | 1999. február 8.     |
| 96.  | 15. | Divat, Hellász, divat (Greece Is Burning)                                    | Michael Hurst     | Andrew Landis és Julia Swift                                          | 1999. február 15.    |
| 97.  | 16. | Ciprus örökre a miénk (We'll Always Have Cyprus)                             | Garth Maxwell     | Történet: Stephanie C. Meyer Tévéjáték: Alex Kurtzman és Roberto Orci | 1999. február 22.    |
| 98.  | 17. | Az Akadémia (The Academy)                                                    | Charlie Haskell   | Paul Robert Coyle                                                     | 1999. március 15.    |
| 99.  | 18. | Part menti szerelem (Love on the Rocks)                                      | Rick Jacobson     | Kevin Maynard                                                         | 1999. április 19.    |
| 100. | 19. | Hol volt, hol nem lesz... (Once Upon a Future King)                          | Mark Beesley      | Gene F. O'Neill és Noreen V. Tobin                                    | 1999. április 26.    |
| 101. | 20. | Láthatatlan emberek (Fade Out)                                               | Charles Siebert   | Gerry Conway                                                          | 1999. május 3.       |
| 102. | 21. | A szerelmem esküvője (My Best Girl's Wedding)                                | Andrew Merrifield | Gerry Conway                                                          | 1999. május 10.      |
| 103. | 22. | Kinyilatkoztatások (Revelations)                                             | Bruce Campbell    | Tom O'Neill és George Strayton                                        | 1999. május 17.      |

## 6. évad (1999)
| Sor. | Év. | Cím                                                  | Rendező         | Író                           | Premier              |
| ---- | --- | ---------------------------------------------------- | --------------- | ----------------------------- | -------------------- |
| 104. | 1.  | Légy ördög! (Be Deviled)                             | Mark Beesley    | Paul Robert Coyle             | 1999. szeptember 27. |
| 105. | 2.  | Szerelem, Amazon stílusban (Love, Amazon Style)      | David Grossman  | Adam Armus és Kay Foster      | 1999. október 4.     |
| 106. | 3.  | Lázadni okkal (Rebel with a Cause)                   | Garth Maxwell   | Lisa Klink                    | 1999. október 11.    |
| 107. | 4.  | Látható sötétség (Darkness Visible)                  | Philip Sgriccia | Phyllis Strong                | 1999. október 18.    |
| 108. | 5.  | Herkules, nők, tolvajok (Hercules, Tramps & Thieves) | Charles Siebert | Liz Friedman és Vanessa Place | 1999. november 1.    |
| 109. | 6.  | A holtak városa (City of the Dead)                   | Chris Long      | Tom ONeill és George Strayton | 1999. november 8.    |
| 110. | 7.  | Botrányos jó muri (A Wicked Good Time)               | Adam Nimoy      | Liz Friedman és Vanessa Place | 1999. november 15.   |
| 111. | 8.  | Teljes a kör (Full Circle)                           | Bruce Campbell  | Alex Kurtzman és Roberto Orci | 1999. november 22.   |